# Брусничка (торгова мережа)
«Брусничка» — торгова мережа. У період найбільшого розквіту в 2014 році мережа складалася зі 135 магазинів, розташованих в Донецькій, Харківській, Дніпропетровській, Луганській та Запорізькій областях.
У вересні 2011 року було представлено нову концепцію магазинів — фрешмаркет.
В листопаді 2019 року через борги було оголошено про закриття мережі магазинів.

## Власники
Власником мережі супермаркетів «Брусничка» є ТОВ «Український Рітейл». Кінцевим власником є Рінат Ахметов.